# María Belén Potassa
María Belén Potassa (12 de dezembro de 1988) é uma futebolista argentina que atua como atacante.

## Carreira
María Belén Potassa integrou o elenco da Seleção Argentina de Futebol Feminino, nas Olimpíadas de 2008. 